# Tisiphone rawnsleyi
Tisiphone rawnsleyi är en fjärilsart som beskrevs av William Henry Miskin 1876. Tisiphone rawnsleyi ingår i släktet Tisiphone och familjen praktfjärilar. Inga underarter finns listade i Catalogue of Life.